# Ptolemy Slocum
Ptolemy Slocum (Nairobi, Kenia, 20 de noviembre de 1975) es un actor y director estadounidense nacido en Kenia conocido por sus papeles en Hitch y Westworld, y por su trabajo en Neutrino y en el Nerdist School.
Le pusieron el nombre en honor al astrónomo y geógrafo griego Claudio Ptolomeo.
Está casado con la también actriz Shelly Slocum, con quien tiene dos hijas.
Desde 2009, viven en Los Ángeles.

## Improvisación

### Neutrino
Forma parte del grupo de improvisación Neutrino, un grupo de improvisación que surgió en Nueva York en 1999.
Es uno de los grupos de improvisación más innovadores de la ciudad de Nueva York. Deben gran parte de su fama a tener la primera gran racha de victorias seguidas en los duelos de improvisación en la jaula que celebra el UCB Theatre, ganando durante cinco semanas consecutivas. Allí, además de la batalla de improvisación, montaban entretenimientos adicionales para el público, como cerveza gratis, para hacer que este les apoyara.
Durante uno de esos combates, crearon The Neutrino Video Project, en el que iban rodando una película improvisada al tiempo que el público la veía. La idea es que el público da una idea y miembros del equipo salen y empiezan a grabar cada paso, para mostrar el vídeo resultante a la vuelta. Sacan tres equipos de grabación a la calle, facilitando el ritmo.
Entre que salen a grabar una escena, editan el vídeo un poco, añaden música y se la ponen al público, apenas pasan cinco minutos, tiempo durante el que otros miembros mantienen entretenido al público.
Tuvieron que perfeccionar el sistema, ya que en los primeros intentos hubo ciertos problemas técnicos.
Esta idea la han seguido diversos grupos de improvisación inspirados por ellos en Washington D. C., Portland, Boston, Detroit, Phoenix, San Francisco, Seattle, Toronto, adoptando incluso su nombre y el nombre del proyecto.
En 2006, decide abandonar el proyecto, que sigue adelante con otros actores.

### Nerdist School
En Los Ángeles, junto a otros cómicos, fundó en 2015 el Nerdist School para enseñar a improvisar. Se estrenó con una maratón de 12 horas de improvisaciones.
Para intentar sobresalir, todos los profesores llevaban 10 años o más en la comedia.
Hay tres categorías de clases, sobre actuar, sobre montar una escena y sobre improvisar. Al mismo tiempo, estas se centrar en tres aspectos: actuar, dar contexto y la voz.
En principio parecía que iba a tener bastante prominencia, pero, con los años, pareció que tenía menos y menos importancia.
Esto pudo provocar que, en 2018, este cambiase para convertirse en The Ruby, también dedicado a la improvisación, pero queriendo darle más prominencia a las mujeres y a las personas de color. Además, se habla de que pudiera haber habido disputas internas que habrían provocado el cambio..

## Cine y televisión
Aparte de la improvisación, también ha participado en series y películas.
Su primer papel en el cine fue en un corto de 2003 llamado Let It Ride.
En televisión, su primer papel ya sería en 2005, en Wonder Showzen.
En 2017, estuvo nominado a un premio del Sindicato de Actores al mejor reparto junto al resto de actores de Westworld.

### Actor

#### Películas
| Año  | Título                                              | Papel                   | Notas                     |
| ---- | --------------------------------------------------- | ----------------------- | ------------------------- |
| 2003 | Let It Ride                                         | Kessler                 | Corto                     |
| 2003 | Reality & Stuff                                     | Harrison                | Directa a vídeo           |
| 2004 | The Overlookers                                     | Cameron Flagg           |                           |
| 2005 | Hitch                                               | Ron                     |                           |
| 2005 | The Problem with Fiber Optics                       | Sheldon Bemis           | Cortos                    |
| 2005 | The Line Starts Here                                | Charlie                 | Cortos                    |
| 2009 | (Untitled)                                          | Monroe                  |                           |
| 2009 | Confessions of a Shopaholic                         | Ayudante                |                           |
| 2009 | The Skinny                                          |                         | Corto                     |
| 2009 | Bottleworld                                         | Carl                    |                           |
| 2009 | A Dog Year                                          | Larry                   |                           |
| 2011 | Foreskin Intervention                               | Frank 'Mohel'           | Cortos                    |
| 2012 | The Root of the Problem                             | Dr. Clayton             | Cortos                    |
| 2012 | Playback                                            | Rook                    | Cortos                    |
| 2012 | Manhattan Mixup                                     | Rolf                    | Cortos                    |
| 2012 | Buzzkill                                            |                         |                           |
| 2012 | Rock Jocks                                          | Roger                   |                           |
| 2012 | Would You Rather                                    | Encargado de turno      |                           |
| 2013 | Detour                                              | Preston                 |                           |
| 2014 | I See                                               | Matthew Dennis          | Cortos                    |
| 2014 | Shia LaBeouf Wants to Host the Oscars               |                         | Cortos                    |
| 2014 | The Worst Co-Worker Ever                            |                         | Cortos                    |
| 2014 | The Worst Sports Interview Ever                     |                         | Cortos                    |
| 2015 | Dorm Room Sex Notary                                |                         | Cortos                    |
| 2016 | Transition Contact Lenses                           |                         | Cortos                    |
| 2016 | The Lindbergh Kidnapping: What the World is Saying! |                         | Cortos                    |
| 2016 | Wild Oats                                           | Luke                    |                           |
| 2017 | City Slickers in Westworld                          | Sylvester               | Cortos                    |
| 2017 | Fox Pointe                                          | Curt                    | Cortos                    |
| 2017 | Why the Jedi Will Never End                         |                         | Cortos                    |
| 2017 | CASH                                                | Pastor Gerald           | Cortos                    |
| 2018 | Conviction                                          | Jason Macintosh         | Cortos                    |
| 2018 | GOP PSA                                             | Jason                   | Cortos                    |
| 2018 | Vice                                                | Miembro del Grupo focal |                           |
| 2019 | The Mandela Effect                                  | Manning                 |                           |
| 2019 | Portals                                             | Dr. Markonen            | Segmento "The Other Side" |
| 2020 | Uproot                                              | Greg                    |                           |

* Fuente: Imdb

#### Series
| Año       | Título                              | Papel                                     | Notas                                       |
| --------- | ----------------------------------- | ----------------------------------------- | ------------------------------------------- |
| 2006      | Wonder Showzen                      | Coonter                                   | 2 episodios                                 |
| 2006      | The Wedding Album                   | Peter Nunan                               | Película para televisión                    |
| 2007      | Los Soprano                         | Keith                                     | Episodio "Remember When"                    |
| 2007      | Damages                             | Ayudante de Ellen                         | Episodio "Blame the Victim"                 |
| 2008      | The Wire                            | Sintecho de la tarjeta de visita          | 3 episodios                                 |
| 2008      | Puppy Love                          | Ted                                       | Episodio "Who's Afraid of Rosencrantz?"     |
| 2008      | Fringe                              | Mark Young                                | Episodio "The Dreamscape"                   |
| 2009      | Cupid                               | Profesor de Historia                      | Episodio "Shipping Out"                     |
| 2009      | Nurse Jackie                        | Joyero                                    | Episodio "Pill-O-Matix"                     |
| 2011      | Workaholics                         | Camarero                                  | Episodio "The Promotion"                    |
| 2011      | Burn Notice                         | Oswald Patterson                          | Episodio "Damned If You Do"                 |
| 2012      | How I Met Your Mother               | Larry                                     | Episodio "46 Minutes"                       |
| 2012      | Let's Big Happy                     | Hombre del retrete                        | Episodio "Chiddy Bang"                      |
| 2012      | Co-op of the Damned                 | Cura                                      | Episodio "The Exorcist"                     |
| 2012      | Pretty Little Liars                 | Bart Comstock                             | Episodio "Stolen Kisses"                    |
| 2012      | Game Shop                           | Pontius                                   | Episodio "Halo 4 Midnight Launch Riot"      |
| 2012-2016 | Honest Trailers                     | Voz épica de La amenaza fantasma/Narrador | 2 episodios                                 |
| 2013      | Grow                                | Cliente                                   | Película para televisión                    |
| 2013      | Veep                                | Cody Marshall                             | Episodio "First Response"                   |
| 2013      | BBQ Dads                            | Paul                                      | 8 episodios                                 |
| 2013      | Full Circle                         | Hombre                                    | Episodio "Celeste & Tim"                    |
| 2014      | Looking                             | Hugo                                      | 5 episodios                                 |
| 2014      | Bad Teacher                         | Padre estudioso                           | Episodio "Pilot"                            |
| 2014      | Married                             | Empleado de Goodwill                      | Episodio "Invisible Man"                    |
| 2014      | Alpha House                         | Jeff                                      | Episodio "Bugged"                           |
| 2015      | Mentes criminales                   | Jon Kanak                                 | Episodio "The Forever People"               |
| 2015      | Your Pretty Face Is Going to Hell   | Geoff                                     | 3 episodios                                 |
| 2015      | Lunch                               |                                           | Película para televisión                    |
| 2015-2016 | Adam Ruins Everything               | Phil                                      | 2 episodios                                 |
| 2016      | Dice                                | Padrino                                   | Episodio "Alimony"                          |
| 2016      | We The Internet TV                  | Tom Zombi                                 | Serie de cortos para televisión 2 episodios |
| 2016      | Preacher                            | Linus                                     | 3 episodios                                 |
| 2016-2020 | Westworld                           | Sylvester                                 | 12 episodios                                |
| 2017      | Nerdist Presents: The Mystic Museum | Timothy Merritt (el Fantasma)             | Miniserie                                   |
| 2017      | Inhumans                            | Tibor                                     | 4 episodios                                 |
| 2018      | IZombie                             | Doc Greeley                               | Episodio "Are You Ready for Some Zombies?"  |
| 2018      | Wisdom of the Crowd                 | Harry Glennon                             | Episodio "Root Directory"                   |
| 2019      | The InBetween                       | Elliot Sinclair                           | Episodio "Made of Stone"                    |
| 2019      | Baskets                             | George                                    | 2 episodios                                 |
| 2019      | Liza on Demand                      | Técnico                                   | Episodio "New Year's Eve. Part 2"           |
| 2019      | Emergence                           | Ken                                       | 2 episodios                                 |
| 2019      | The Man in the High Castle          | Raymond Doyle                             | 3 episodios                                 |
| 2020      | AJ and the Queen                    | Paulie                                    | Episodio "Dallas"                           |
| 2020      | Good Girls                          | Carl                                      | Episodio "Opportunity"                      |

* Fuente: Imdb

#### Videojuegos
| Año  | Título                                 | Papel             |
| ---- | -------------------------------------- | ----------------- |
| 2005 | Grand Theft Auto: Liberty City Stories | Steve (voz)       |
| 2007 | Manhunt 2                              | Daniel Lamb (voz) |

* Fuente: Imdb

### Director
| Año  | Título          | Notas                 |
| ---- | --------------- | --------------------- |
| 2009 | The Skinny      | Corto. También editor |
| 2011 | The Oscar Party | Corto                 |

* Fuente: Imdb

### Productor
| Año  | Título               | Notas              |
| ---- | -------------------- | ------------------ |
| 2001 | 30 by 30: Kid Flicks | Productor asociado |